# Fitchiella grandis
Fitchiella grandis är en insektsart som beskrevs av Lawson 1933. Fitchiella grandis ingår i släktet Fitchiella och familjen Caliscelidae. Inga underarter finns listade i Catalogue of Life.